# アウレリウス氏族

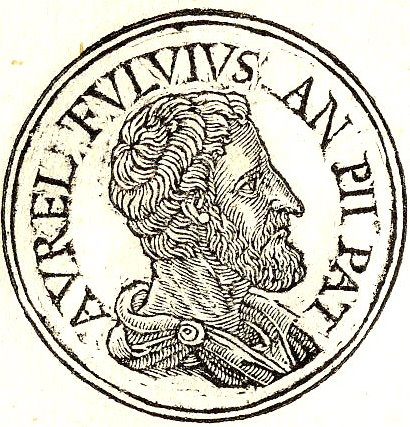
アントニヌス・ピウス帝の父ティトゥス・アウレリウス・フラウィウス

アウレリウス氏族(ラテン語: Aurelii) は、古代ローマの氏族のひとつ。紀元前3世紀中盤より勃興したプレブス系の家系である。

## 概要
氏族から初めて執政官となったのは紀元前252年のガイウス・アウレリウス・コッタで、その後も長く執政官を輩出している。
ガイウス・ユリウス・カエサルの母アウレリア・コッタ や、アントニヌス・ピウス帝の父ティトゥス・アウレリウス・フラウィウスなどがいる。

## 一門

### コッタ家
- ガイウス・アウレリウス
  - ルキウス・アウレリウス

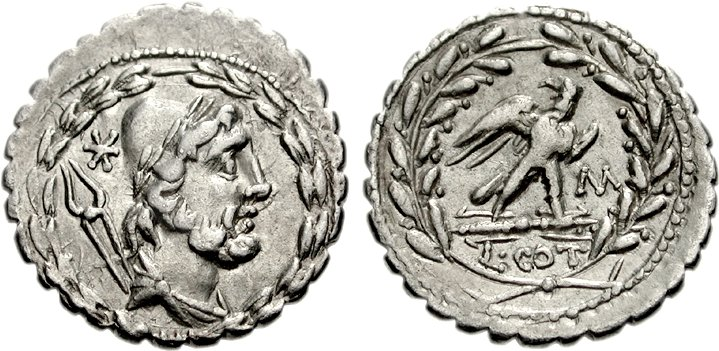
紀元前105年頃ルキウス・アウレリウス・コッタが鋳造したデナリウス銀貨

    - ガイウス・アウレリウス・コッタ (紀元前252年の執政官)
      - ガイウス・アウレリウス：紀元前216年のレガトゥス
        - ガイウス・アウレリウス・コッタ (紀元前200年の執政官)
        - ルキウス・アウレリウス・コッタ：紀元前196年のクァエストル
          - ルキウス・アウレリウス・コッタ (紀元前144年の執政官)
            - ルキウス・アウレリウス・コッタ (紀元前119年の執政官)
              - ルキウス・アウレリウス・コッタ：紀元前103年の護民官

      - マルクス・アウレリウス・コッタ：紀元前216年のアエディリス・プレブス
        - マルクス・アウレリウス・コッタ：紀元前189年ルキウス・コルネリウス・スキピオ・アシアティクスの使者としてアンティオキア使節団と共にローマへ帰還。元老院にアシアの報告をする
- ルキウス・アウレリウス・コッタ：紀元前182年から幾度かレガトゥスを務める
- マルクス・アウレリウス・コッタ：紀元前130年前後の貨幣鋳造三人委員
- ルキウス・アウレリウス・コッタ：紀元前101年頃の貨幣鋳造三人委員
- ルキウス・アウレリウス・コッタ：紀元前95年頃のプラエトル
- マルクス
  - ガイウス・アウレリウス・コッタ (紀元前75年の執政官)
  - マルクス・アウレリウス・コッタ (紀元前74年の執政官)
  - ルキウス・アウレリウス・コッタ (紀元前65年の執政官)
- アウレリウス・コッタ：紀元前49年の護民官
- マルクス・アウレリウス・コッタ：紀元前49年のプロプラエトル。サルディニアから追放されアフリカへ逃れた

### オレステス家
- ルキウス・アウレリウス
  - ルキウス・アウレリウス
    - ルキウス・アウレリウス・オレステス (紀元前157年の執政官)
      - ルキウス・アウレリウス・オレステス (紀元前126年の執政官)
        - ルキウス・アウレリウス・オレステス (紀元前103年の執政官)

### スカウルス家
- ガイウス・アウレリウス・スカウルス：紀元前186年のプラエトル。サルディニア担当
- マルクス・アウレリウス・スカウルス：紀元前108年の補充執政官

### その他
- プブリウス・アウレリウス・ペクニオラ：紀元前252年のトリブヌス・ミリトゥム
- ガイウス・アウレリウス：紀元前216年のレガトゥス。マルクス・クラウディウス・マルケッルスの下ノラの戦い (紀元前216年)に参加
- アウレリウス：紀元前155年頃の貨幣鋳造三人委員
- アウレリウス・ルフス：紀元前135年前後の貨幣鋳造三人委員
- マルクス・アウレリウス：紀元前110年前後の貨幣鋳造三人委員
- アウレリウス：紀元前45年のレガトゥス。アウルス・ヒルティウスの下ガリア・トランサルピナで戦う